# (26694) Wenxili
(26694) Wenxili est un astéroïde de la ceinture principale.

## Description
(26694) Wenxili est un astéroïde de la ceinture principale. Il fut découvert le 16 mars 2001 à Socorro (Nouveau-Mexique) par le projet LINEAR. Il présente une orbite caractérisée par un demi-grand axe de 2,41 UA, une excentricité de 0,09 et une inclinaison de 7,3° par rapport à l'écliptique.

## Compléments